# Olavo de Carvalho
Olavo Luiz Pimentel de Carvalho, conocido como Olavo de Carvalho, (Campinas, São Paulo; 29 de abril de 1947-Richmond, Virginia; 24 de enero de 2022) era un astrólogo, escritor, teórico de la conspiración de extrema derecha brasileño. El filósofo, es conocido en Brasil por su postura política conservadora y sus críticas a la izquierda política y al capitalismo;siendo influencia (como gurú) para el ex presidente de Brasil Jair Bolsonaro. Es conocido como el padre de la nueva derecha en Brasil.
Como polemista, Olavo de Carvalho fue criticado por utilizar a menudo comentarios obscenos ad hominem. Sus libros y artículos difundían teorías conspirativas e información falsa. También fue acusado de fomentar discursos de odio y el antiintelectualismo. Se posicionó como crítico de la modernidad. Sus intereses incluían: la mentalidad revolucionaria, el tradicionalismo y la religión comparada.
Murió en 2022 varios días después de dar positivo en la prueba de COVID-19.

## Biografía
Nació en Campinas, São Paulo el 29 de abril de 1947.  Militó brevemente en su juventud en el Partido Comunista de Brasil. Luego devino en un anticomunista. Como astrólogo, colaboró en el primer curso de extensión universitaria en astrología de la Pontifícia Universidade Católica de São Paulo en 1979, ofrecido a graduados en psicología y dirigido por el psicólogo Juan Alfredo César Müller. Aproximadamente en la misma época, Olavo de Carvalho realizaba consultas astrológicas y dio clases en la Escola Júpiter, escuela de astrología en São Paulo que llegó a recibir 140 alumnos. La astróloga y científica social Barbara Abramo fue una de sus alumnas en ese período. Fue miembro de una comunidad sufí, vinculada a Frithjof Schuon y a Martin Lings tras haber sido discípulo de Gurdjieff y de los hermanos Omar Ali-Shah e Idries Shah. Posteriormente se reconvirtió al catolicismo.
Trabajó en revistas y periódicos como Planeta, Bravo!, Primeira Leitura, O Globo, Época, Zero Hora, Jornal do Brasil y Jornal da Tarde, siendo despedido de estos cinco últimos.
Olavo de Carvalho declaró en su programa que en diciembre de 2009 recibió del gobierno de Estados Unidos el visado especial de residencia EB-1, el cual es concedido a extranjeros con "habilidades extraordinarias" en el área educativa, artística, científica o de negocios o a "profesores o investigadores notables". Ese visado da al extranjero el derecho de residencia permanente en Estados Unidos.
Además del mantenimiento periódico de la página personal con nuevos artículos y ensayos, Carvalho enseñaba con frecuencia, cursos a distancia y presenciales de Filosofía, y realizaba conferencias. Mantuvo entre 2006 y 2013 un programa periódico semanal de radio en streaming por internet denominado True Outspeak, con la participación del público por teléfono o correo electrónico. Olavo era también el presidente del Inter-american Institute.
Sus seguidores son, peyorativamente, llamados "olavetes" por sus detractores. Demostrando sentido del humor y de la oportunidad, Olavo de Carvalho lanzó una marca de productos con ese mismo nombre, cuya venta ayuda a costear sus trabajos.

## Pensamiento
De acuerdo con el proprio Olavo de Carvalho, la tónica de su pensamiento es "la defensa de la interioridad humana contra la tiranía de la autoridad colectiva, sobre todo cuando es envuelta en una ideología “científica”. Crítico de la Modernidad, Olavo de Carvalho no entendía el mundo contemporáneo como una realización del progreso, sino como un ocaso, expresión de una crisis de la civilización que, según su línea de pensamiento, sería adentrarse en la barbarie. Esto sería el resultado de un proceso de fortalecimiento de la conciencia colectiva, iniciado en el Renacimiento que llegaría a su cima en la Revolución Francesa con la prevalencia de la "opinión pública". Según Benjamin R. Teitelbaum, que llegó a entrevistar a Olavo, ese pensamiento es típico de un tradicionalismo que cree "que la humanidad está al fin de un largo ciclo de decadencia y que va a ser concluido con destrucción y renacimiento", en sus propias palabras. Olavo afirmó que el capitalismo fue creado por religiosos protestantes, basados en la idea de la práctica colectiva de valores cristianos en el comercio. Afirma también que el marxismo no surgió de ningún estudio económico científico y que la mayor parte de la obra de Karl Marx, incluyendo conceptos de lucha de clases, revolución, dictadura del proletariado, socialización de los medios de producción y misión de la vanguardia revolucionaria, ya habría sido anticipada por la doctrina heresiarca mesiánica del siglo XIV, lo que daría lugar a la Rebelión de Münster. Dijo también que las ideas de Lenin y de Gramsci fueron originadas por John Wyclif, John Huss, Thomas Münzer, entre otros. También sostuvo que los crímenes de la Inquisición fueron exagerados por los protestantes y que el ateísmo antirreligioso radical fue la mayor causa de violencia a lo largo de la historia del mundo.
Para él, existe un vínculo indisoluble entre la objetividad del conocimiento y la autonomía de la conciencia individual, vínculo que se pierde de vista cuando el criterio de la validad del saber es reducido a un formulario impersonal y uniforme para uso de la clase académica. Creía que el más sólido abrigo de la conciencia individual contra la alienación y la cosificación se encuentra en las antiguas tradiciones espirituales - taoísmo, judaísmo, cristianismo-, Olavo procura dar una nueva interpretación de los símbolos y ritos de esas tradiciones, haciendo de ellos las matrices de una estrategia filosófica y científica para la resolución de los problemas de la cultura actual.
Olavo era crítico de lo que llamaba el "sacerdocio de las tinieblas", que engloba el kantianismo, el hegelianismo, el marxismo, el positivismo, el pragmatismo, el nietzscheanismo, el psicoanálisis, la filosofía analítica, el existencialismo, el desconstrucionismo, la teología de la liberación, el relativismo moral, cultural y ético, entre otras corrientes filosóficas e intelectuales. Según Carvalho, esas corrientes transfieren la responsabilidad de conocer la verdad del individuo hacia lo colectivo. Afirmó que "El liberalismo es un momento del proceso revolucionario que, por medio del capitalismo, acaba disolviendo en el mercado la herencia de la civilización judeocristiana y el Estado de derecho". Olavo fue monarquista.
Afirmó que el fascismo y el nazismo son ideologías de izquierdas.
Sostuvo que "la Guerra Fría fue, en gran parte, puro fingimiento, un velo ideológico para uso de las multitudes: la élite Occidental competía con el comunismo sin hacer nada para destruirlo".
Según él, la izquierda dominó la prensa y las universidades brasileñas hace varias décadas, incluso durante la dictadura militar (1964-1985) en una estrategia que seguía el ideario del marxista italiano Antonio Gramsci, cofundador del Partido Comunista Italiano, el cual abogó por una revolución comunista a través de la hegemonía cultural. El objetivo, declara Carvalho, era crear una "atmósfera mental" en la que la población se volvía marxista sin darse cuenta. Sobre el golpe de Estado en Brasil de 1964 Olavo afirma que los militares "no eran conservadores de ninguna manera, eran individuos formados en la tradición positivista – fuerte en los medios militares hasta hoy – que abomina del libre movimiento de las ideas en la sociedad y cree que el mejor gobierno posible es una dictadura tecnocrática". "El positivismo no tiene nada de conservador: es, con el marxismo, una de las dos alas principales del movimiento revolucionario. Comparte con su hermana enemiga la creencia de que la élite gobernante debe moldear la sociedad de arriba a  abajo, hablando en nombre del pueblo para que el pueblo no pueda hablar en su proprio nombre". También afirmó que el partido del régimen militar, el ARENA era ideológicamente inocuo. Desde entonces hasta ahora, la clase política, que era de mayoría derechista, acabó siendo marginada, dejando un espacio vacío. Ese espacio fue llenado por los políticos de izquierda que volvieron del exilio. Cuando llegó la Constitución de 1988, la izquierda ya era prácticamente hegemónica".
En ese mismo sentido, dice que el gobierno militar "se ocupó de combatir a guerrilla, pero no de combatir el comunismo en la esfera cultural, social y moral. Había la famosa teoría de la olla a presión, del general Golbery do Couto e Silva. Él decía: 'No podemos tapar todos os agujeros y hacer presión, porque si no ella estalla'. La válvula que ellos dejaron para la izquierda fueron las universidades y el aparato cultural. En la misma época, una parte de la izquierda fue a la guerrilla, pero la mayor parte de ella encajó en el esquema predicado por Antonio Gramsci, que es la revolución cultural, la penetración lenta y gradual en todas las instituciones de cultura, medios de comunicación, etc", "El período militar fue la época de mayor progreso de la industria editorial de izquierda en Brasil. Nunca se publicó tanto libro de izquierda". Según él "el pueblo brasileño es profundamente conservador. Sobre todo en el aspecto social (véase: conservadurismo social). Es totalmente contra el aborto, el feminismo radical, las cuotas raciales, el homosexualismo organizado. No obstante, no hay ningún político que hable en nombre del pueblo", "Brasil no tiene una derecha desde hace mucho tiempo. En las últimas elecciones presidenciales, los discursos de todos los candidatos eran semejantes". Olavo también era crítico con el liberalismo: "El liberalismo es la firme decisión de someter todo a los criterios del mercado, inclusive los valores morales y humanitarios.(…) Es una fase del proceso revolucionario que, por medio del capitalismo, acaba disolviendo en el mercado la herencia de la civilización cristiana y el Estado de derecho".
Sostenía que los intelectuales progresistas manipulaban a la población con ideas contradictorias como la legalización de las drogas y la prohibición del tabaco; la destrucción de las religiones tradicionales y defensa de las culturas premodernas; la democracia directa y control de la posesión de armas; la libertad irrestringida para el ciudadano y la mayor intervención estatal en la conducta privada y el anti racismo y la defensa de las "identidades culturales" basadas en la separación de razas.
Algunas de sus mayores influencias fueron Aristóteles, Santo Tomás de Aquino, Leibniz, Friedrich Wilhelm Joseph von Schelling, Pierre Gaxotte, Louis Lavelle, Edmund Husserl, René Guénon, Antonin-Gilbert Sertillanges, Bernard Lonergan, René Girard, Leopold Szondi, Nikolái Berdiáyev, Frithjof Schuon, Max Scheler, Wolfgang Smith, Eugen Rosenstock-Huessy o Mortimer J. Adler. Influenciado por Eric Voegelin, era un detractor del gnosticismo. Afirmó que el gnosticismo fue precursor de la Revolución francesa e inspirador de las ideologías totalitarias. También fue un detractor de la sociedad abierta de Karl Popper. Theodore Dalrymple es otro autor que lo ha influenciado. También Xavier Zubiri.
Ha reivindicado las figuras de Gilberto Freyre, Otto Maria Carpeaux y de Mário Ferreira dos Santos. También ha divulgado en Brasil la obra de José Osvaldo de Meira Penna, Constantin Noica, Alain Peyrefitte, Eugen Rosenstock-Huessy, Bernard Lonergan, René Girard, Viktor Frankl, Karl Kraus, Leopold Szondi o Jacob Burckhardt.
Criticó fuertemente a diversas figuras que ocupan un lugar destacado en la historia de la ciencia, como por ejemplo Isaac Newton, a quien acusaba de haber diseminado "el virus de la burricie en la Tierra". La crítica se extiende a Giordano Bruno, que según él "no hizo ningún descubrimiento(...). Ni siquiera estudió las ciencias modernas, física, astronomía, biología o matemática. No fue condenado por defender teorías científicas, sino por la práctica de la hechicería, que en la época era un crimen." Tachó a Galileo Galilei de charlatanismo. Olavo defiende que la Inquisición no promovió un atraso en el desarrollo científico. "Basta examinar el Index Librorum Prohibitorum para verificar que en él no consta ninguna de las obras de Copérnico, Kepler, Newton, Descartes, Galileo, Francis Bacon o William Harvey. La Inquisición examinaba apenas libros de interés teológico directo, que nada podrían aportar al desarrollo de la ciencia moderna". El juicio de Galileo habría sido una "farsa concebida por el Papa, padrino de Galileo, para que su protegido se librase de un grupo de inquisidores fanáticos mediante una simple declaración oral sin efectos prácticos, después de la cual él puede continuar divulgando sus ideas sin que nadie volviese a molestarlo". Otro blanco de crítica es el darwinismo: "el darwinismo es genocida en sí mismo, desde a su propia raíz. No tuvo que ser deformado por discípulos infieles para volverse algo que no era". Sobre la resistencia que sus ideas sufrieron dentro de la comunidad científica, llegó a afirmar: "No conozco fanáticos más irracionales que los adeptos a teorías científicas". No creía en la existencia del calentamiento global y afirmó que sus defensores apoyan "las semillas de una neo religión híbrida, medio ecológica, medio ocultista (...) y cuya implantación resulta pura y simplemente en la destrucción completa del cristianismo".
En 2002, fundó el sitio web Mídia Sem Máscara para luchar contra el "sesgo de izquierda de los grandes medios brasileños", y aunque su participación era importante para llevar oxígeno a la escena cultural brasileña, como indica Wilson Espindola, recibió amenazas y se exilió en los Estados Unidos en 2005, donde vivía con su esposa y dos de sus ocho hijos en una zona boscosa de Virginia.
En 2007, sus reflexiones sobre la objetividad y la verdad fueron incluidas en un artículo del periódico ABC Color. Su disputa en línea con el académico ruso Alexsandr Duguin originó el libro (en rumano) Los E.E.U.U. y el Nuevo Orden Mundial. Mantuvo cuentas en Facebook, Twitter y YouTube.
En virtud de las críticas realizadas en sus artículos y talk shows, Olavo fue denunciado en 2007 por el profesor jubilado de filosofía de la Unicamp João Carlos Kfouri Quartim de Moraes, junto con la editorial J.B. S/A (Jornal do Brasil) y la Asociación Comercial de São Paulo, por haberlo acusado de planear el asesinato del oficial del ejército norteamericano Charles Chandler, en 1968. En la sentencia de 28 de noviembre de 2012 solamente las empresas fueron condenadas a indemnizar a Quartim de Moraes por daños morales, constando que Olavo dejó de formar parte del proceso judicial en virtud de la desistencia posterior del autor del proseguimento judicial en relación con él, por residir en lugar incerto, fuera del país. A decisión aún no llegó a la resolución final.
Rodrigo Constantino economista liberal con quien se reconcilió posteriormente, afirmó que "Olavo fue llevado al pedestal de “líder iluminado” por sus seguidores, y eso lo cegó".
A pesar de su anticomunismo fue elogiado por el escritor comunista Jorge Amado y por José Osvaldo de Meira Penna, Carlos Heitor Cony, Josué Montello, Herberto Sales, Paulo Francis, Roberto Campos, Bruno Tolentino y Ariano Suassuna.
Sus propuestas reaccionarias han influido en el presidente de Brasil Jair Bolsonaro. Dicha influencia se evidenció a finales de 2018 cuando, en el escritorio de Jair Bolsonaro, presidente electo, entre la Biblia, la Constitución y un libro de Winston Churchill sobre la Segunda Guerra Mundial, se encontraba uno de sus libros. Unas semanas más tarde, dos personalidades de las que Olavo hablaba bien fueron nombradas para cargos ministeriales: Ernesto Araújo para Relaciones Exteriores y Ricardo Vélez Rodríguez para Educación.

## Obras más famosas
- O Jardim das Aflições: De Epicuro à Ressurreição de César - Ensaio sobre o Materialismo e a Religião Civil, Diadorim, Río de Janeiro, 1995.
- O Imbecil Coletivo: Atualidades Inculturais Brasileiras, Faculdade da Cidade Editora e Academia Brasileira de Filosofía, Río de Janeiro 1996.
- O Mínimo que Você Precisa Saber para não Ser um Idiota, Édition Record, 2013.[69][70][71][54][56]

## Filmografía
- 2017 El Jardín de las Aflicciones (película) Josias Teófilo, Matheus Bazzo y Guto Brinholi.[72]

## Distinciones
- Medalla Pacificador, otorgada por el Comando del Ejército Brasileño (1999);[73]
- Comandante de la Orden Nacional del Mérito de Rumania conferido por el presidente Emil Constantinescu (5/12/2000);[74]
- Medalla al Mérito Santos-Dumont, otorgada por el Comando Aeronáutico, (20/07/2001);[74]
- Su ensayo "O pensamento de Ortega y Gasset " recibe el Primer Premio otorgado por la Embajada del Reino de España en Brasil (1983);[74]
- Su libro "O Profeta da Paz". Estudos sobre una Interpretación Simbólica de Vida do Profeta Mohammed recibe el Primer Premio de Ensayos sobre Historia Islámica otorgado por la Embajada del Reino de Arabia Saudita en Brasil (1986);[74]
- Medalla Tiradente (2011);[74]